# Koltsa Almanzora
Koltsa Almanzora (russisk: Кольца Альманзора) er en sovjetisk spillefilm fra 1977 af Igor Voznesenskij.

## Medvirkende
- Svetlana Smirnova som Aneli
- Mikhail Kononov som Zenziver
- Valentina Talyzina
- Ljudmila Dmitrijeva som Avgusta
- Boris Ivanov som Intrigio